# アレン・ハンソン
アレン・レリー・ハンソン・マイケル（Alen Rery Hanson Michel、1992年10月22日 - ）は、 ドミニカ共和国ラ・ロマーナ州ラ・ロマーナ出身のプロ野球選手（内野手、外野手）。右投両打。ケレタロ・コンスピレーターズ所属。

## 経歴

### プロ入りとパイレーツ時代
2009年7月にピッツバーグ・パイレーツと契約してプロ入り。
2010年に傘下のルーキー級ドミニカン・サマーリーグ・パイレーツでプロデビュー。68試合に出場して打率.324、2本塁打、28打点、20盗塁を記録した。
2011年にアメリカ本土に渡り、ルーキー級ガルフ・コーストリーグ・パイレーツとA-級ステート・カレッジ・スパイクスでプレー。この年は2球団合計で55試合に出場して打率.260、2本塁打、35打点、24盗塁を記録した。
2012年はA級ウェストバージニア・パワーでプレーし、124試合に出場して打率.309、16本塁打、64打点、35盗塁を記録した。
2013年はA+級ブレイデントン・マローダーズとAA級アルトゥーナ・カーブでプレーし、2球団合計で127試合に出場して打率.274、8本塁打、58打点、30盗塁を記録した。オフの11月20日にはルール・ファイブ・ドラフトでの流出を防ぐために40人枠入りした。
2014年はAA級アルトゥーナでプレーし、118試合に出場して打率.280、11本塁打、58打点、25盗塁を記録した。
2015年はAAA級インディアナポリス・インディアンスでプレーし、117試合に出場して打率.263、6本塁打、43打点、35盗塁を記録した。
2016年は開幕をAAA級インディアナポリスで迎え、5月16日にメジャー初昇格を果たした。同日のアトランタ・ブレーブス戦でメジャーデビュー。この年メジャーでは27試合に出場して打率.226、1打点、2盗塁を記録した。
2017年6月2日にDFAとなった。

### ホワイトソックス時代

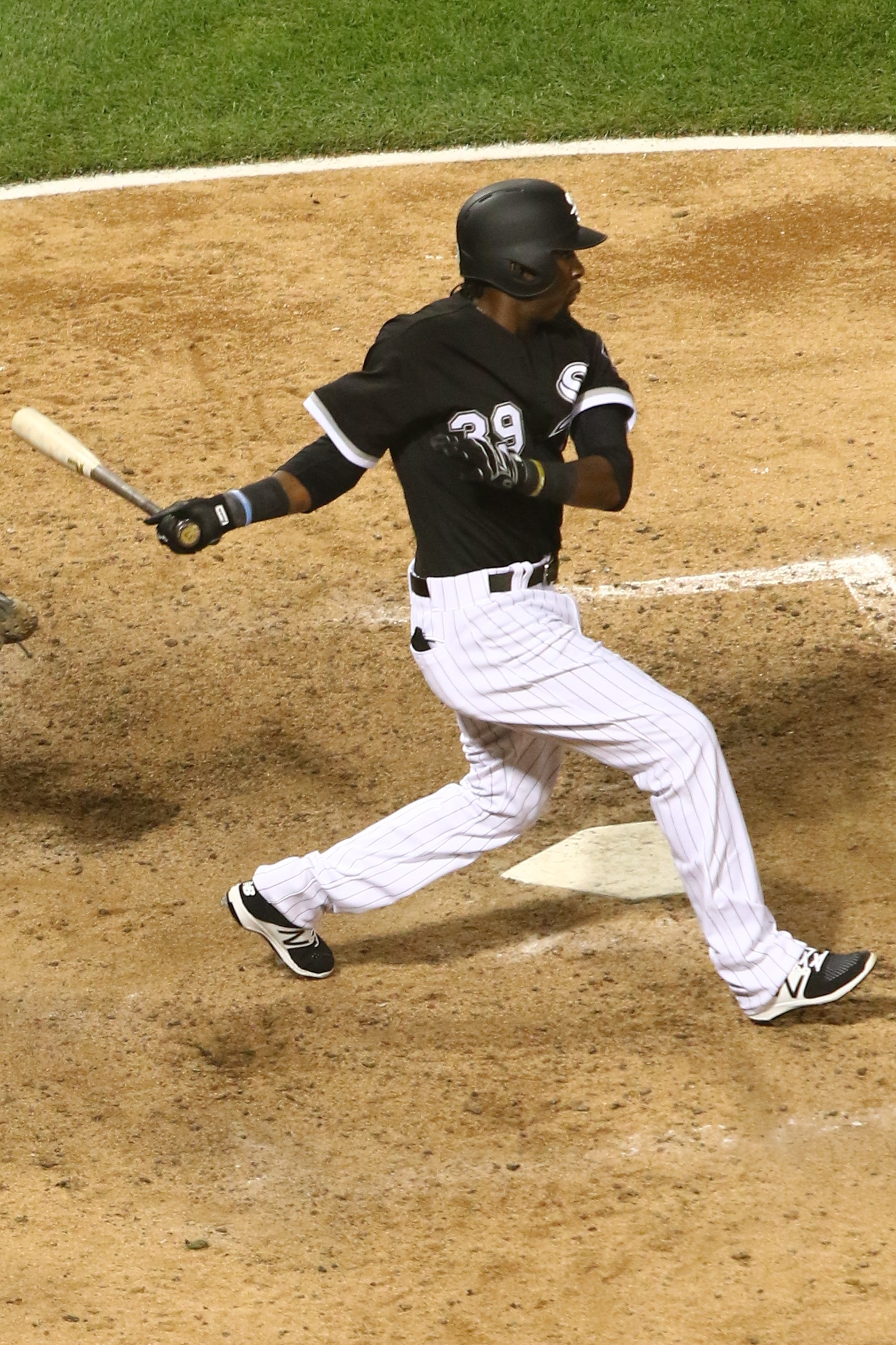
シカゴ・ホワイトソックス時代
(2017年7月18日)

2017年6月9日にウェイバー公示を経てシカゴ・ホワイトソックスへ移籍した。オフの12月1日にノンテンダーFAとなった。

### ジャイアンツ時代

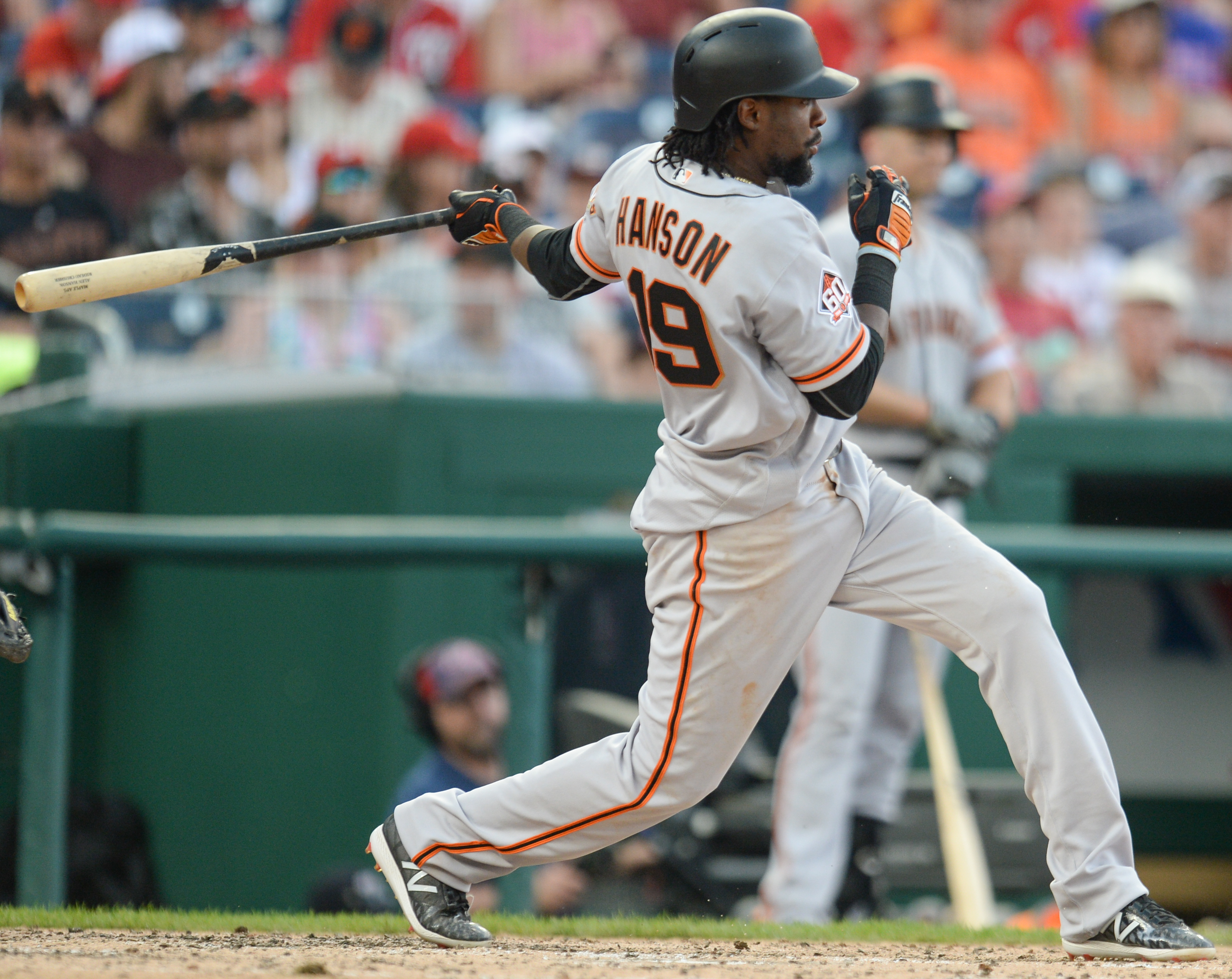
サンフランシスコ・ジャイアンツ時代（2018年6月9日）

2018年1月25日にサンフランシスコ・ジャイアンツとマイナー契約を結び、スプリングトレーニングに招待選手として参加することになった。シーズンでは傘下のAAA級サクラメント・リバーキャッツで開幕を迎え、4月28日にメジャー契約を結んでアクティブ・ロースター入りした。

### ブルージェイズ時代
2019年4月2日にケビン・ピラーとのトレードで、デレク・ロー、フアン・デポーラと共にトロント・ブルージェイズへ移籍した。5月3日にDFAとなり、7日にマイナー契約で傘下のAAA級バッファロー・バイソンズへ配属された。8月3日に自由契約となった。

### マリナーズ傘下時代
2020年1月23日にシアトル・マリナーズとマイナー契約を結んでスプリングトレーニングに招待選手として参加することになったと報じられ、翌24日に正式公示された。この年はメジャー昇格の機会はなく、また新型コロナウイルスの感染拡大の影響でマイナーリーグが開催されなかったため、公式戦の出場はなかった。オフは2012年より参加しているドミニカウィンターリーグ（LIDOM）のトロス・エル・エステでプレーした。
2021年はAAA級タコマ・レイニアーズで40試合に出場したがメジャーへの昇格機会はなく、オフの11月7日にFAとなった。この年もオフはLIDOMのトロス・エル・エステでプレーした。

### マリナーズ退団後
2022年は腹部の体調不良を抱えていたためにいずれの球団にも所属しなかったが、夏には回復。オフはLIDOM（ドミニカのウィンターリーグ）のトロス・エル・エステでプレーに復帰した。

### BC・茨城時代
2023年3月24日、ベースボール・チャレンジ・リーグ（ルートインBCリーグ）の茨城アストロプラネッツに入団することが発表された。茨城での登録名は「ハンソン」。NPB球団へのアピールする機会があるために入団したものであり、GMの色川冬馬は、ユーティリティプレーヤーのMLB経験者がNPB球団の助っ人として需要があるかの挑戦のため、ハンソンの獲得に動き、2か月にも及ぶ交渉の末、開幕直前で契約合意に至った。5月6日までで、3番・遊撃手として8試合に出場し、打率.233、1本塁打、6打点、4盗塁を記録していた。

### 日本ハム時代
2023年5月8日、北海道日本ハムファイターズに入団することが発表された。背番号は94。日本ハムは清宮幸太郎、石井一成、加藤豪将、五十幡亮汰など、複数のポジションで主力野手が戦線離脱しており、郡拓也のようなユーティリティプレイヤーを必要とする状況にあった。
5月10日に、横浜DeNAベイスターズとのイースタン・リーグにて「6番・遊撃手」としてスタメン出場し、3打席目に初安打を記録。その後、同13日に一軍昇格すると、同日の千葉ロッテマリーンズ戦（エスコンフィールドHOKKAIDO）で、6回裏にアリスメンディ・アルカンタラの代打として来日初打席を迎えたが、廣畑敦也の前に空振り三振に倒れた。同19日のオリックス・バファローズ戦（京セラドーム大阪）では、8回表に水野達稀の代打として出場し、右前へ来日初安打となる適時打を放った。「2番・指名打者」として先発出場した同24日の福岡ソフトバンクホークス戦（エスコンフィールド）では、和田毅から来日初本塁打を記録した。しかし、以降は20打席連続無安打となるなど調子が上がらず、最終成績は39試合の出場で打率.144、4本塁打、9打点に終わり、オフの10月30日に退団が発表された。

### メキシカンリーグ時代
2024年2月22日、メキシカンリーグに所属するケレタロ・コンスピレーターズへの入団が発表された。

## 国際大会
ドミニカ共和国出身だが、母がフランス国籍のためWBCではフランス代表の出場資格を有している。2020年予選出場国であるWBCフランス代表に選出されたが新型コロナウイルスの感染拡大の影響により大会が中止延期されたため大会のプレーは叶わなかった。
2024年ラグザスpresents第3回WBSCプレミア12ドミニカ共和国代表として出場した。

## 詳細情報

### 年度別打撃成績
| 年 度    | 球 団    | 試 合 | 打 席 | 打 数 | 得 点 | 安 打 | 二 塁 打 | 三 塁 打 | 本 塁 打 | 塁 打 | 打 点 | 盗 塁 | 盗 塁 死 | 犠 打 | 犠 飛 | 四 球 | 敬 遠 | 死 球 | 三 振 | 併 殺 打 | 打 率 | 出 塁 率 | 長 打 率 | O P S |
| -------- | -------- | ----- | ----- | ----- | ----- | ----- | -------- | -------- | -------- | ----- | ----- | ----- | -------- | ----- | ----- | ----- | ----- | ----- | ----- | -------- | ----- | -------- | -------- | ----- |
| 2016     | PIT      | 27    | 33    | 31    | 5     | 7     | 1        | 0        | 0        | 8     | 1     | 2     | 1        | 0     | 0     | 2     | 1     | 0     | 5     | 0        | .226  | .273     | .258     | .531  |
| 2017     | PIT      | 37    | 59    | 57    | 8     | 11    | 0        | 2        | 0        | 15    | 1     | 2     | 1        | 0     | 0     | 2     | 0     | 0     | 9     | 0        | .193  | .220     | .263     | .483  |
| 2017     | CWS      | 69    | 175   | 160   | 28    | 37    | 9        | 1        | 4        | 60    | 10    | 9     | 2        | 1     | 3     | 10    | 0     | 1     | 43    | 5        | .231  | .276     | .375     | .651  |
| '17計    | CWS      | 106   | 234   | 217   | 36    | 48    | 9        | 3        | 4        | 75    | 11    | 11    | 3        | 1     | 3     | 12    | 0     | 1     | 52    | 5        | .221  | .262     | .346     | .607  |
| 2018     | SF       | 110   | 310   | 294   | 36    | 74    | 17       | 5        | 8        | 125   | 39    | 7     | 3        | 3     | 3     | 9     | 0     | 1     | 71    | 4        | .252  | .274     | .425     | .699  |
| 2019     | TOR      | 18    | 48    | 43    | 5     | 7     | 0        | 0        | 0        | 7     | 4     | 1     | 0        | 0     | 1     | 3     | 1     | 1     | 17    | 0        | .163  | .229     | .163     | .392  |
| 2023     | 日本ハム | 39    | 96    | 90    | 9     | 13    | 3        | 0        | 4        | 28    | 9     | 2     | 1        | 0     | 1     | 5     | 0     | 0     | 12    | 3        | .144  | .188     | .311     | .499  |
| MLB：4年 | MLB：4年 | 261   | 625   | 585   | 82    | 136   | 27       | 8        | 12       | 215   | 55    | 21    | 7        | 4     | 7     | 26    | 2     | 3     | 145   | 9        | .232  | .266     | .368     | .633  |
| NPB：1年 | NPB：1年 | 39    | 96    | 90    | 9     | 13    | 3        | 0        | 4        | 28    | 9     | 2     | 1        | 0     | 1     | 5     | 0     | 0     | 12    | 3        | .144  | .188     | .311     | .499  |

- 2023年度シーズン終了時

### 年度別守備成績
内野守備
| 年 度 | 球 団    | 一塁（1B） | 一塁（1B） | 一塁（1B） | 一塁（1B） | 一塁（1B） | 一塁（1B） | 二塁（2B） | 二塁（2B） | 二塁（2B） | 二塁（2B） | 二塁（2B） | 二塁（2B） | 三塁（3B） | 三塁（3B） | 三塁（3B） | 三塁（3B） | 三塁（3B） | 三塁（3B） | 遊撃（SS） | 遊撃（SS） | 遊撃（SS） | 遊撃（SS） | 遊撃（SS） | 遊撃（SS） |
| 年 度 | 球 団    | 試 合      | 刺 殺      | 補 殺      | 失 策      | 併 殺      | 守 備 率   | 試 合      | 刺 殺      | 補 殺      | 失 策      | 併 殺      | 守 備 率   | 試 合      | 刺 殺      | 補 殺      | 失 策      | 併 殺      | 守 備 率   | 試 合      | 刺 殺      | 補 殺      | 失 策      | 併 殺      | 守 備 率   |
| ----- | -------- | ---------- | ---------- | ---------- | ---------- | ---------- | ---------- | ---------- | ---------- | ---------- | ---------- | ---------- | ---------- | ---------- | ---------- | ---------- | ---------- | ---------- | ---------- | ---------- | ---------- | ---------- | ---------- | ---------- | ---------- |
| 2016  | PIT      | -          | -          | -          | -          | -          | -          | 8          | 13         | 11         | 2          | 6          | .923       | -          | -          | -          | -          | -          | -          | -          | -          | -          | -          | -          | -          |
| 2017  | PIT      | -          | -          | -          | -          | -          | -          | 15         | 20         | 30         | 1          | 7          | .980       | 1          | 0          | 0          | 0          | 0          | ----       | 2          | 3          | 2          | 0          | 2          | 1.000      |
| 2017  | CWS      | -          | -          | -          | -          | -          | -          | 13         | 13         | 37         | 0          | 7          | 1.000      | 1          | 0          | 2          | 0          | 0          | 1.000      | -          | -          | -          | -          | -          | -          |
| '17計 | CWS      | -          | -          | -          | -          | -          | -          | 28         | 33         | 67         | 1          | 14         | .990       | 2          | 0          | 2          | 0          | 0          | 1.000      | 2          | 3          | 2          | 0          | 2          | 1.000      |
| 2018  | SF       | -          | -          | -          | -          | -          | -          | 45         | 70         | 88         | 4          | 24         | .975       | 10         | 5          | 13         | 1          | 1          | .947       | 16         | 16         | 33         | 0          | 6          | 1.000      |
| 2019  | TOR      | 2          | 9          | 2          | 0          | 1          | 1.000      | 8          | 11         | 13         | 0          | 5          | 1.000      | -          | -          | -          | -          | -          | -          | -          | -          | -          | -          | -          | -          |
| 2023  | 日本ハム | -          | -          | -          | -          | -          | -          | 8          | 9          | 17         | 0          | 1          | 1.000      | -          | -          | -          | -          | -          | -          | 9          | 14         | 12         | 2          | 3          | .929       |
| MLB   | MLB      | 2          | 9          | 2          | 0          | 1          | 1.000      | 89         | 127        | 179        | 7          | 49         | .978       | 12         | 5          | 15         | 1          | 1          | .952       | 18         | 19         | 35         | 0          | 8          | 1.000      |
| NPB   | NPB      | -          | -          | -          | -          | -          | -          | 8          | 9          | 17         | 0          | 1          | 1.000      | -          | -          | -          | -          | -          | -          | 9          | 14         | 12         | 2          | 3          | .929       |

外野守備
| 年 度 | 球 団 | 中堅（CF） | 中堅（CF） | 中堅（CF） | 中堅（CF） | 中堅（CF） | 中堅（CF） | 左翼（LF） | 左翼（LF） | 左翼（LF） | 左翼（LF） | 左翼（LF） | 左翼（LF） | 右翼（RF） | 右翼（RF） | 右翼（RF） | 右翼（RF） | 右翼（RF） | 右翼（RF） |
| 年 度 | 球 団 | 試 合      | 刺 殺      | 補 殺      | 失 策      | 併 殺      | 守 備 率   | 試 合      | 刺 殺      | 補 殺      | 失 策      | 併 殺      | 守 備 率   | 試 合      | 刺 殺      | 補 殺      | 失 策      | 併 殺      | 守 備 率   |
| ----- | ----- | ---------- | ---------- | ---------- | ---------- | ---------- | ---------- | ---------- | ---------- | ---------- | ---------- | ---------- | ---------- | ---------- | ---------- | ---------- | ---------- | ---------- | ---------- |
| 2017  | PIT   | -          | -          | -          | -          | -          | -          | -          | -          | -          | -          | -          | -          | 2          | 0          | 0          | 0          | 0          | ----       |
| 2017  | CWS   | 11         | 18         | 2          | 2          | 1          | .909       | 8          | 7          | 0          | 2          | 0          | .778       | 18         | 24         | 0          | 1          | 0          | .960       |
| '17計 | CWS   | 11         | 18         | 2          | 2          | 1          | .909       | 8          | 7          | 0          | 2          | 0          | .778       | 20         | 24         | 0          | 1          | 0          | .960       |
| 2018  | SF    | -          | -          | -          | -          | -          | -          | 18         | 21         | 1          | 0          | 0          | 1.000      | 2          | 3          | 0          | 0          | 0          | 1.000      |
| 2019  | TOR   | -          | -          | -          | -          | -          | -          | 1          | 0          | 0          | 0          | 0          | ----       | 5          | 10         | 0          | 1          | 0          | .909       |
| MLB   | MLB   | 11         | 18         | 2          | 2          | 1          | .909       | 27         | 28         | 1          | 2          | 0          | .935       | 27         | 37         | 0          | 2          | 0          | .949       |

- 2023年度シーズン終了時

### 記録

#### NPB
初記録
- 初出場・初打席：2023年5月13日、対千葉ロッテマリーンズ7回戦（エスコンフィールドHOKKAIDO）、6回裏にアリスメンディ・アルカンタラの代打で出場、廣畑敦也から空振り三振[17]
- 初先発出場：2023年5月16日、対埼玉西武ライオンズ7回戦（エスコンフィールドHOKKAIDO）、7番・指名打者で先発出場[22]
- 初安打・初打点：2023年5月19日、対オリックス・バファローズ6回戦（京セラドーム大阪）、8回表に阿部翔太から右前適時打[18]
- 初本塁打：2023年5月24日、対福岡ソフトバンクホークス10回戦（エスコンフィールドHOKKAIDO）、1回裏に和田毅から左越ソロ[23]
- 初盗塁：2023年6月19日、対横浜DeNAベイスターズ3回戦（横浜スタジアム）、2回表に二盗（投手：上茶谷大河、捕手：山本祐大）[24]

### 背番号
- 59（2016年）
- 37（2017年 - 同年途中）
- 39（2017年途中 - 同年終了）
- 19（2018年 - 2019年途中）
- 1（2019年途中 - 同年終了）
- 26（2023年 - 同年5月8日）
- 94（2023年5月8日 - 同年終了）